# Hrvatski tamburaški orkestar
Hrvatski tamburaški orkestar osnovan je 2006. godine u svrhu obilježavanja postojanja udruge Šokadija Zagreb. Okuplja tamburaše iz cijele Hrvatske.
Poznat je i kao Orkestar 100 tamburaša.
Uvršten je u Guinnessovu knjigu rekorda kao najveći tamburaški orkestar na svijetu. U prvom izdanju 2006., za obilježavanje 95. obljetnice Šokadije Zagreb orkestar je imao čak 164 tamburaša.
Održavaju koncerte u  Koncertnoj dvorani Vatroslava Lisinskog u Zagrebu pod nazivom „Šokačka rapsodija” - 100 tamburaša.
Za orkestar je karakteristična funkcija voditelj dionica, koja je uvedena 2011. godine.
Utemeljitelji orkestra su: Martin Vuković, Jadran Antolović, Božo Potočnik, Josip Ivanković (dao ideju za okupljanje orkestra od 100 tamburaša), Jerry Grcevich, Mihael Ferić (dirigent).

## Vanjske poveznice
- Službena stranica orkestra (hto.hr)  Arhivirana inačica izvorne stranice (Wayback Machine)
- Službena stranica orkestra (100tamburasa.svita.net)  Arhivirana inačica izvorne stranice od 7. rujna 2017. (Wayback Machine)